# Микийчук Микола Миколайович
Микийчук Микола Миколайович (12 вересня 1964 року; с. Звиняче, Горохівський район, Волинська область) — український фахівець у галузі метрології, доктор технічних наук, професор кафедри метрології, стандартизації та сертифікації і директор Інституту комп'ютерних технологій, автоматики та метрології.

## Біографія
Народився 12 вересня 1964 року на Волині.
У 1986 році закінчив Львівський політехнічний інститут (спеціальність — «Інформаційно-вимірювальна техніка»), працював у Студентському проектно-конструкторському бюро.
У 1998 році захистив кандидатську дисертацію та тему: «Розроблення кодокерованих мір електричного опору для без демонтажної повірки вторинних засобів вимірювання температури на основі активних імітаторів опору».
Від часу заснування, у 1995 році, кафедри метрології, стандартизації та сертифікації, працював на посадах асистента, старшого викладача та доцента.
У 2007 році став керівником новоствореного Органу з сертифікації послуг «ЛьвівПОЛІСЕРТ».
У 2012 році захистив докторську дисертацію на тему: «Метрологічне забезпечення якості продукції на стадії виготовлення».
Від 2014 року — професор кафедри метрології, стандартизації та сертифікації Національного університету «Львівська політехніка».
У 2015 році отримав вчене звання «професор» та очолив Інститут комп'ютерних технологій, автоматики та метрології.
З 2017 по 2019 рік був Головою спеціалізованої вченої ради Д 35.052.21.

## Науковий доробок
Досліджує засоби метрологічного забезпечення електричних вимірювань на постійному струмі. Автор 112 наукових публікацій, 30 методичних розробок, 6 патентів на винаходи, монографії та навчального посібника.

## Вибрані публікації
1. Актуальні питання метрологічної надійності промислових ЗВТ /М. М. Микийчук // Методи та прилади контролю якості. — 2009. — № 23. — С.126-129. — Бібліогр.: 8 назв.
2. Метрологічне забезпечення якості виробництва / О. Й.Гонсьор, М. М. Микийчук // Автоматика, вимірювання та керування : [зб. наук.пр.] / відп. ред. В. Б. Дудикевич. — Л. : Вид-во Нац. ун-ту «Львів.політехніка», 2009. — С. 202-205. — (Вісник / Нац. ун-т «Львів. політехніка»; № 639). — Бібліогр.: 4 назви.
3. Метрологічне забезпечення якості продукції / М. Микийчук, П.Столярчук // Вимірюв. техніка та метрологія: міжвід. наук.-техн. зб. / Нац.ун-т «Львів. політехніка» ; відп. ред. Б. І. Стадник. — Л. : Вид-во Нац. ун-ту"Львів. політехніка", 2009. — Вип. 70. — С. 160—164. — Бібліогр.: 5 назв.
4. Структурно-алгоритмічний метод корекції похибок програмно-керованих калібраторів електричних величин / М. М. Микийчук, П. Г.Столярчук, В. О. Яцук, Ю. С. Коваленко // Комп’ютерні системи та мережі : [зб.наук. пр.] / відп. ред. А. О. Мельник. — Л. : Вид-во Нац. ун-ту «Львів.політехніка», 2009. — С. 92-94. — (Вісник / Нац. ун-т «Львів. політехніка» ; №658). — Бібліогр.: 4 назви.
5. Пристрій для зварювання розрядом нагромадженої енергії/ Номер патенту: 69421 | Автори: Якимів Ярослав Михайлович, Огірко Роман Миколайович, Кубай Роман Іванович, Микийчук Микола Миколайович | Мітки: нагромадженої, пристрій, зварювання, енергії, розрядом | Опубліковано:15.09.2004 | МПК: B23K 11/26
6. Метод розгортання функції якості метрологічного забезпечення виробництва // Вісн. Нац. ун-ту «Львів. політехніка». 2013. № 753;
7. Формалізація нормування вимог для потреб оцінювання якості та відповідності продукції // Ста-ндартизація, сертифікація, якість. 2014. № 1 (співавт.);
8. Аналіз шляхів удосконалення методів ідентифікації видів м'яса // Вимірюв. техніка та метрологія: Міжвід. наук.-тех. зб. Л., 2014 (співавт.).